# Maria Mena

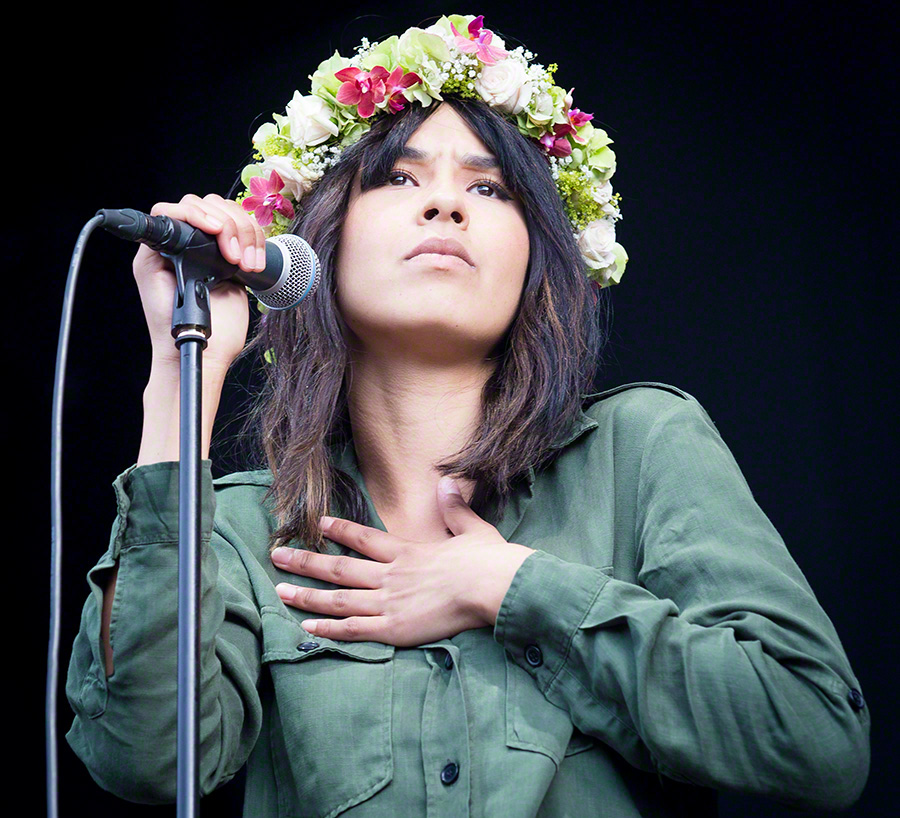
Maria Mena, 2016

Maria Viktoria Mena (* 19. Februar 1986 in Oslo) ist eine norwegische Popsängerin. International bekannt wurde sie mit den Titeln Just Hold Me und All This Time (Pick-Me-Up Song).

## Herkunft und Familie
Maria Mena wuchs in einer künstlerisch tätigen Familie auf. Die Mutter, eine Norwegerin, schrieb Liedtexte, der Vater Charles Mena, geboren in Nicaragua und aufgewachsen in New York, arbeitete als Schlagzeuger. Maria und ihr jüngerer Bruder Tony wurden nach Figuren aus Leonard Bernsteins West Side Story benannt. Der Vater spielte in Oslo in vielen Bands, was auch seine Tochter bereits früh an die professionelle Musikszene heranführte. Als sie neun Jahre alt war, trennten sich ihre Eltern. Vier Jahre später zog Maria zu ihrem Vater und begann, Texte zu schreiben und zu singen.
2012 heiratete Mena den norwegischen Journalisten Eivind Sæter. Seit 2014 lebt das Paar jedoch getrennt. Im Januar 2024 verabschiedete sie sich mit einem Konzert im Mojo Club Hamburg in eine Babypause. Ende Juni 2024 wurde sie Mutter eines Sohnes.

## Musikalische Karriere
Das Lied My Lullaby, indem sie über ihre Gefühle über die Scheidung der Eltern singt, erschien im März 2002 bei Sony Music und erreichte den fünften Platz in der norwegischen Hitparade.
Im September und Oktober 2007 unternahm Maria Mena eine Clubtour durch neun deutsche Städte. Maria Menas zweite Tournee führte sie ab dem 1. April 2008 durch acht deutsche Städte sowie Zürich und Wien. Im Dezember 2007 erhielt Maria Mena in Deutschland eine Goldene Schallplatte für über 100.000 verkaufte Exemplare des 2005 erstmals veröffentlichten Albums Apparently Unaffected. Auf dem Album ist auch der Titel Just Hold Me, der ihr als Single-Auskopplung international zum Durchbruch verhalf. Weiterhin war sie für den Echo 2008 in der Kategorie Bester Newcomer International nominiert.
Im April 2008 erschien Maria Menas vierte Singleauskopplung aus Apparently Unaffected. Am 3. Oktober 2008 wurde Menas viertes Studioalbum Cause and Effect im deutschsprachigen Raum veröffentlicht. Erfolgreich daraus wurde die Single All This Time (Pick-Me-Up Song), die sich in den Top-20 platzierte und 165.000 Verkäufe erzielte. Das auf dem Album ebenfalls enthaltene Lied Power Trip Ballad thematisiert erneut die Trennung ihrer Eltern.
Nach den Anschlägen in Norwegen 2011 veröffentlichte sie eine Coverversion von Ole Paus’ Lied Mitt Lille Land.
Im September 2011 erschien das Album Viktoria. Die ersten Singleauskopplungen waren am 27. Mai 2011 This Too Shall Pass und am 12. August 2011 Homeless.
Am 7. Oktober 2011 erschien in Deutschland ihr Album Viktoria; im März 2012 ging sie zum ersten Mal seit drei Jahren wieder auf Deutschland-Tournee und spielte in Hamburg, Berlin, Köln, Offenbach, München, Dresden und Stuttgart. Im September 2013 erschien das sich durch den Einsatz von mehr elektronischen Elementen im Stil deutlich von ihren bisherigen Werken unterscheidende Studioalbum Weapon in Mind. Im Februar 2014 ging sie erneut auf Tournee und spielte unter anderem in Zürich, Stuttgart, München, Köln, Frankfurt und Hamburg. 2015 war Mena im Cast von Night of the Proms und brachte im Dezember das Album Growing Pains heraus. Im September 2023 erschien Menas achtes Studioalbum And Then Came You.

## Diskografie
Studioalben

| Jahr | Titel                                     | Höchstplatzierung, Gesamtwochen, AuszeichnungChartplatzierungen (Jahr, Titel, Platzierungen, Wochen, Auszeichnungen, Anmerkungen) | Höchstplatzierung, Gesamtwochen, AuszeichnungChartplatzierungen (Jahr, Titel, Platzierungen, Wochen, Auszeichnungen, Anmerkungen) | Höchstplatzierung, Gesamtwochen, AuszeichnungChartplatzierungen (Jahr, Titel, Platzierungen, Wochen, Auszeichnungen, Anmerkungen) | Höchstplatzierung, Gesamtwochen, AuszeichnungChartplatzierungen (Jahr, Titel, Platzierungen, Wochen, Auszeichnungen, Anmerkungen) | Höchstplatzierung, Gesamtwochen, AuszeichnungChartplatzierungen (Jahr, Titel, Platzierungen, Wochen, Auszeichnungen, Anmerkungen) | Anmerkungen                                                 |
| Jahr | Titel                                     | DE | AT | CH | US | NO | Anmerkungen                                                 |
| ---- | ----------------------------------------- | --- | --- | --- | --- | --- | ----------------------------------------------------------- |
| 2002 | Another Phase                             | — | — | — | — | NO6 Platin · (20 Wo.)NO | Erstveröffentlichung: 22. April 2002 Verkäufe: + 40.000     |
| 2004 | Mellow auch bekannt als: White Turns Blue | — | — | — | US102 (1 Wo.)US | NO7 Gold · (11 Wo.)NO | Erstveröffentlichung: 1. März 2004 Verkäufe: + 20.000       |
| 2005 | Apparently Unaffected                     | DE22 Gold · (38 Wo.)DE | AT40 (19 Wo.)AT | CH56 (12 Wo.)CH | — | NO6 (23 Wo.)NO | Erstveröffentlichung: 8. November 2005 Verkäufe: + 150.000  |
| 2008 | Cause and Effect                          | DE20 Gold · (25 Wo.)DE | AT23 (13 Wo.)AT | CH13 Gold · (30 Wo.)CH | — | NO4 Platin · (18 Wo.)NO | Erstveröffentlichung: 9. September 2008 Verkäufe: + 170.000 |
| 2011 | Viktoria                                  | DE18 (4 Wo.)DE | AT29 (3 Wo.)AT | CH13 (7 Wo.)CH | — | NO2 Gold · (18 Wo.)NO | Erstveröffentlichung: 23. September 2011 Verkäufe: + 15.000 |
| 2013 | Weapon in Mind                            | DE59 (1 Wo.)DE | — | CH30 (2 Wo.)CH | — | NO1 (13 Wo.)NO | Erstveröffentlichung: 20. September 2013                    |
| 2015 | Growing Pains                             | — | — | CH75 (1 Wo.)CH | — | NO6 (10 Wo.)NO | Erstveröffentlichung: 4. Dezember 2015                      |
| 2023 | And Then Came You                         | — | — | — | — | NO5 (1 Wo.)NO | Erstveröffentlichung: 15. September 2023                    |

## Auszeichnungen
Spellemannprisen
- 2002: Nominierungen in der Kategorie „Lied des Jahres“ für My lullaby sowie „Popsolist“ und „Newcomer des Jahres“ für Another phase
- 2005: Nominierungen in den Kategorien „Hit des Jahres“ und „Musikvideo“ für Miss you love sowie „Künstlerin“ für Apparently unaffected
- 2008: „Künstlerin des Jahres“ für Cause and Effect
- 2008: Nominierung „Musikvideo des Jahres“ für All This Time
- 2010: Nominierung in der Kategorie „Hit des Jahres“ für Home for Christmas
- 2011: Nominierung in der Kategorie „Textautor“ für Viktoria
- 2013: Nominierung in der Kategorie „Popsolist“ für Weapon in Mind
- 2021: Nominierung in der Kategorie „Lied des Jahres“ für Den fineste Chevy’n

weitere
- 2007: SWR3 Best New Pop Act
- 2008: Radio Regenbogen Award Newcomer International
- 2008: Echo-Nominierung in der Kategorie „bester internationaler Newcomer“
- 2009: AVO Session Basel Award: Arising Star Award